# Robert Roland-Gosselin
Pour les articles homonymes, voir Famille Roland-Gosselin, Roland-Gosselin (homonymie), Roland (homonymie) et Gosselin.
Robert Roland-Gosselin (Aast, 4 juillet 1854 - Villefranche-sur-Mer, 14 août 1925) est un botaniste français.

## Biographie
Petit-fils du ministre Nicolas Martin du Nord, Robert Roland-Gosselin était le cousin germain de Mgr Benjamin-Octave Roland-Gosselin (1870-1952), ecclésiastique français, évêque de Versailles de 1931 à 1952 et auxiliaire du cardinal-archevêque de Paris.
Robert Roland-Gosselin est élève de l'École polytechnique. Botaniste, il cultive et étudie les cactées dans sa propriété de « La Colline de la Paix », entre Nice et Villefranche-sur-Mer, dans laquelle il possédait une précieuse collection de plantes exotiques. Il en étudia sur le vif et en décrivit plusieurs comme espèces nouvelles dans le "Bulletin du Muséum", 1905, p. 505.). Il s'était spécialisé dans l'étude des cactus et plus spécialement celle des plantes de la famille des Cactaceae. Ce sont presque toutes des plantes grasses ou plantes succulentes, c'est-à-dire des plantes xérophytes qui stockent dans leurs tissus des réserves de "suc" pour faire face aux longues périodes de sécheresse.
Robert Roland-Gosselin possédait aussi une remarquable collection de Broméliacées du genre Tillandsia, ainsi que des agaves. Il collaborait avec son confrère naturaliste Léon Diguet au muséum d'histoire naturelle de Paris.
Une Tillandsia porte son nom : Tillandsia roland-gosselinii. En botanique, son abréviation standard IPNI est Rol.-Goss.
Après sa mort survenue en 1925, son domaine de Villefranche "La Colline de la paix" fut laissé à l'abandon jusqu'en 1982 quand un promoteur en prit possession. Un certain nombre de spécimens des
collections purent toutefois être transplantés au domaine des Cèdres.